# Slovanská ústava
Slovanská ústava, plným názvem Ústava Slovanské říše byl dokument, který připravil český politik Karel Kramář. 
Návrh ústavy jednotného slovanského státu sepsal v květnu 1914 ještě před vypuknutím první světové války. Dokument má charakter ústavy, do jisté míry je však spíše politickým manifestem.[zdroj?]

## Návrh ústavy
V dokumentu navrhoval ustanovení Slovanské říše, která by byla pod vládou dynastie Romanovců. V prvním článku ústavy definoval jako členy Slovanské říše (nebo též Slovanského svazu) Ruskou říši, Polské carství, České carství, Bulharské carství, Srbské království a Černohorské království.
Car „císař všech Slovanů a celé Rusi“ by měl pozici téměř autokratického vládce. V každé zemi, která by byla součástí říše, by měl svého zástupce. Kramář definoval také i složení parlamentu – třísetčlenné Dumy Slovanské říše a méně početné Rady. Navrhoval i zastoupení jednotlivých poslanců dle národnostního klíče (obdobně, jako je tomu např. v Evropském parlamentu), nicméně tak učinil poměrem, který by favorizoval Rusko jako největší celek a Rusy jako nejpočetnější národ. Jednotlivá carství a království by měly poté své vlastní sněmy, kde Kramář použil historicky platných termínů pro uvedená shromáždění platná na počátku 20. století. 
V dokumentu trochu překvapivě popisuje Kramář i územní poměry jednotlivých členů Svazu; předpovídal zánik Uherska v jeho historických hranicích. K Českému království zamýšlel připojit dnešní Slovensko, Lužici, část Slezska (která byla součástí tehdejšího Německa), k Bulharsku Makedonii, k Srbsku potom zbytek západního Balkánu až po italskou hranici a část severní Albánie (po přístav Shëngjin). Albánii, Řecko a Rumunsko definoval jako státy, které by vůči Slovanské říši byly ve vazalském postavení.
Dokument předpokládal zřízení jedné mohutné armády, kde byl komunikačním jazykem byla ruština. Rovněž předpokládal vznik jednotného celního prostoru na území celé říše s jednotnými hranicemi. V dokumentu rovněž rozdělil pravomoci mezi jednotlivými carstvími a centrální vládou. De facto tak definoval Slovanskou říši jako federaci, ve které by ale velmi malá část pravomocí příslušela centrální vládě (celní politika, měnová politika, společné míry a váhy, železniční síť, pošta a další telekomunikace).

## Vliv a význam
Dokument bývá považován za alternativní pohled státoprávního uspořádání v regionu a vizi panslavistické politiky, kterou Karel Kramář prosazoval. Je vnímán jako jeho apel na posílení vztahů mezi Slovany v napjaté atmosféře před první světovou válkou. Sám Kramář dokument nedlouho po svém sepsání odeslal do Petrohradu a očekával reakci Ruska, případně zájem ruské vlády o slovanské národy ve střední a jihovýchodní Evropě, nicméně neúspěšně. 